# ネタりか
ネタりかは、Yahoo! JAPANが運営していたニュースサイト。芸能ニュースや国内外のめずらしい出来事、「思わず誰かに言いたくなるネタ」を集めたサイトである。各社から提供された記事を掲載していた。
2019年10月16日をもってサービスを終了した。

## 概要
掲載期間は、基本的に20日間〜400日間となっている。期間を過ぎると記事が削除され読めなくなる。

## 情報提供元一覧
- ネタりかコンテンツ部
- ネタりか自由帳
- ネタりか編集部 [PR]
- 愛カツ
- airly
- 女子SPA!
- 赤すぐnet みんなの体験記
- アキバ総研
- All About
- AM
- アメーバニュース
- anan総研
- Ancar Channel
- ANGIE
- アニメイトタイムズ
- AOLニュース
- closet
- アサ芸プラス
- 朝時間.jp
- アサジョ
- 日刊SPA!
- 日刊ゲンダイDIGITAL
- ビーカイブ
- bea’s up plus
- 美レンジャー
- BizBuz
- バズプラス
- 秒刊SUNDAY
- キャリコネニュース
- キャラペディア
- CINRA.NET
- citrus
- シティリビングWeb
- ことりっぷ
- クランクイン！
- CREA WEB
- サイゾーウーマン
- デイリーニュースオンライン
- ダ・ヴィンチニュース
- ディスカヴァー・トゥエンティワン
- 海外ドラマNAVI
- ドワンゴジェイピー news
- editeur
- えん食べ
- エンタメNEXT
- エンタステージ
- エキサイトBit
- エキレビ！
- 動画ニュース「フィールドキャスター」
- FINEPLAY
- FLOOR
- フムフム
- FYTTE web
- つぶやきGANMA！
- Girls News
- ギズモード・ジャパン
- 女子力アップ Googirl
- gooいまトピ
- GOTRIP! 明日、旅に行きたくなるメディア
- gooランキング
- ガジェット通信
- ハナクロ
- ヒトメボ
- ほぼ日刊イトイ新聞
- ハリウッドニュース
- IGNITE
- IRORIO
- It Mama
- じゃらんニュース
- J-CASTBOOKウォッチ
- J-CAST会社ウォッチ
- JION
- 週刊実話
- 時遊zine
- J SPORTS
- Jタウンネット
- KAI-YOU.net
- KamiMado
- キタコレ！
- 暮らしニスタ
- 恋学〜Koi Gaku〜
- 恋サプリ
- らばQ
- Life & Aging Report
- LAURIER PRESS
- Life & Beauty Report (LBR)
- lifehacker
- リテラ
- リビングWeb
- Linkトラベラーズ
- まぐまぐニュース！
- MAiDiGiTV
- 毎日キレイ
- 東京メインディッシュ
- ママスタセレクト
- mamatenna
- まんたんウェブ
- Menjoy!
- MEN’S+（メンズ・プラス）
- メシ通
- messy
- メンズスキンケア大学
- Woman Money
- ムーPLUS
- mymo
- マイナビ賃貸
- マイナビ学生の窓口
- 美容マガジン myreco（マイリコ）
- リアルライブ
- nanapi
- nanapi ネタりかコラボ
- ナリナリドットコム
- ねこちゃんホンポ
- Nicheee!
- 日刊サイゾー
- ニュースラウンジ
- Nosh
- OKMusic
- オタ女
- おたくま経済新聞
- おためし新商品ナビ
- おたぽる
- スゴレン
- オトメスゴレン
- おとりよせネット
- オズモール
- パピマミ
- PECO
- フォトリップ Photrip
- cocoloni PROLO
- ラジオライフ.com
- ランキングBOX
- レシピブログ
- 恋愛jp
- 恋愛ユニバーシティ
- ロケットニュース24
- roomie
- スタディサプリ進路
- Scoopie News
- セキララゼクシィ
- サライ.jp
- シェアしたくなる法律相談所
- SILLY
- 新刊JP
- しらべぇ
- スキンケア大学
- SmartFLASH
- ソーシャルトレンドニュース
- スタディサプリ保護者版
- Suits-woman.jp
- 広島ニュース 食べタインジャー
- TABI LABO
- TABIZINE
- TABROOM NEWS
- 日刊大衆
- 東京ブレイキングニュース
- Techinsight
- tenki.jp
- TOCANA
- DOKUJO[独女]
- Compathyマガジン
- TRIPPING!
- ウレぴあ総研
- わんちゃんホンポ
- 教えて！gooウォッチ
- CanCam.jp
- 笑うメディアCuRAZY
- ウートピ
- ワウネタ 海外生活
- WWSチャンネル
- Yomerumo
- 美beaute
- ファンファン福岡
- ハウコレ